# Khaled Salem
Khaled Salem (1989. november 17. –) palesztin labdarúgó, a ciszjordániai területi élvonalban szereplő Shabab Al-Dhahrieh csatára.
A 2012-es olimpia Bahrein elleni selejtezőjén duplázott.